# Harajuku Lovers Live
Harajuku Lovers Live es el primer DVD de la cantante estadounidense Gwen Stefani, publicado el 5 de diciembre de 2006 por la compañía discográfica Interscope Records. Fue dirigido por Sophie Muller y producido por Oil Factory Production. Es una grabación de uno de los conciertos de Stefani durante la gira Harajuku Lovers Tour, ofrecido a finales de noviembre de 2005 en Anaheim, California. Cuenta con las presentaciones de las doce canciones que conforman Love. Angel. Music. Baby. (2004), el álbum debut de la cantante, y dos nuevas de The Sweet Escape (2006), su segundo disco, así como entrevistas con los músicos y bailarines y un documental de los preparativos de la gira.
Harajuku Lovers Live se puso a la venta de forma simultánea con The Sweet Escape, es decir, el 5 de diciembre de 2006. En términos generales, obtuvo opiniones variadas de los críticos musicales, quienes, por un lado, calificaron de manera favorable las actuaciones musicales de Stefani y su presencia en el escenario, pero criticaron la falta de material y los largos intervalos para los cambios de vestuario. Las asociaciones Australian Recording Industry Association (ARIA) y Canadian Recording Industry Association (CRIA) certificaron al DVD con un disco de platino, por vender 15 000 y 10 000 copias en los países de Australia y Canadá, respectivamente.

## Antecedentes
Durante un descanso de la banda No Doubt, Gwen Stefani grabó y publicó su primer álbum de estudio como solista, Love. Angel. Music. Baby., el 23 de noviembre de 2004. Entre septiembre del mismo año y enero de 2006, la compañía discográfica Interscope Records puso a la venta seis de las doce canciones del álbum como sencillos comerciales: «What You Waiting For?», «Rich Girl», «Hollaback Girl», «Cool», «Luxurious» y «Crash». El álbum obtuvo un notable éxito comercial al vender siete millones de copias en todo el mundo y ser certificado por múltiples asociaciones certificadoras, como la Recording Industry Association of America (RIAA), Canadian Recording Industry Association (CRIA), la Industria Fonográfica Británica (BPI) y la Australian Recording Industry Association (ARIA). En los Platinum Europe Awards, la Federación Internacional de la Industria Fonográfica (IFPI) premió a Love. Angel. Music. Baby. con un disco de platino.
Entre octubre y diciembre de 2005, Stefani se embarcó en la gira Harajuku Lovers Tour para promocionar el álbum, con 37 presentaciones en los Estados Unidos y cinco en Canadá. Los actos de apertura fueron Ciara, M.I.A. y The Black Eyed Peas. La gira contó con opiniones variadas de los periodistas, quienes criticaron su falta de material musical, los frecuentes cambios de vestuario de la cantante y la incapacidad percibida de bailar, pero obtuvo buenos comentarios por su presencia en el escenario y los elaborados trajes. En diciembre de 2006, casi un año después de finalizar la gira, Stefani publicó su segundo álbum, The Sweet Escape. Una buena parte del material fue grabado en 2005, luego fue suspendido debido al embarazo de la intérprete, y reanudado en el verano de 2006.

## Publicación y contenido

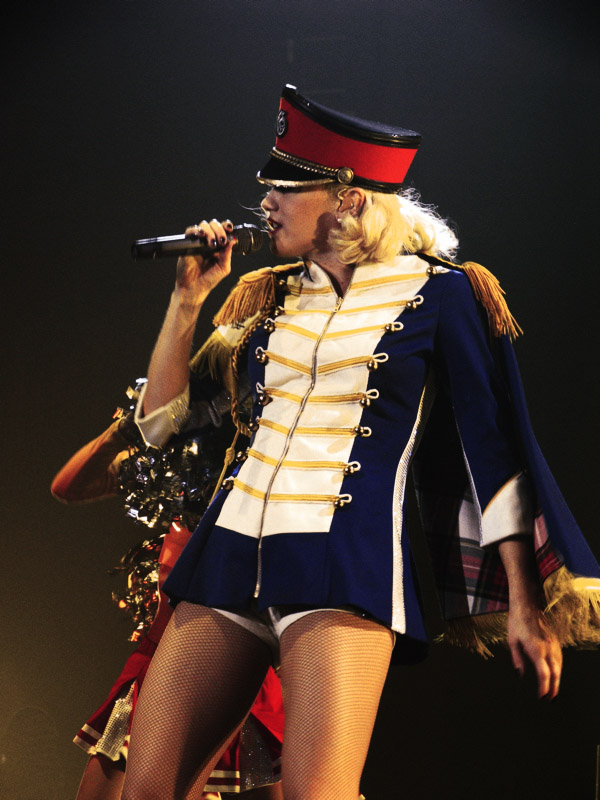
Stefani en la gira Harajuku Lovers Tour, interpretando «Hollaback Girl», el tercer sencillo de Love. Angel. Music. Baby.

La compañía discográfica Interscope Records publicó Harajuku Lovers Live en los Estados Unidos el 5 de diciembre de 2006, mismo día en que fue puesto a la venta el segundo álbum de estudio de Stefani, The Sweet Escape. En el Reino Unido, tanto el DVD como el disco se pusieron a la venta un día antes. El material lleva una etiqueta de Parental Advisory, debido al lenguaje soez utilizado en él, aunque también se encuentra disponible una versión no explícita —o limpia—. La portada, en la que se ve a Stefani sentada en un trono, imita la imagen de Love. Angel. Music. Baby.; ambas fueron fotografiadas por Nick Knight. El DVD fue dirigido por Sophie Muller, quien trabajó anteriormente con la cantante en los vídeos de «Cool», «Crash» y «Luxurious» de Love. Angel. Music. Baby., y posteriormente en los de «Wind It Up», «Early Winter» y «4 in the Morning», de The Sweet Escape. La producción estuvo a cargo de Oil Factory Productions.
El DVD contiene la grabación de uno de los conciertos de la gira Harajuku Lovers Tour de Stefani. La presentación se realizó a finales de noviembre de 2005 en el estadio Honda Center, en Anaheim, California, lugar donde la cantante se crio. El repertorio del concierto incluyó las doce canciones que conforman Love. Angel. Music. Baby., más dos pistas nuevas, «Wind It Up» y «Orange County Girl», de The Sweet Escape. Esta última fue una de las cuatro canciones compuestas y grabadas en el verano de 2005 por Stefani durante sus sesiones con Pharrell Williams, y que habían sido preestrenadas en el final de la Semana de la Moda Olympus de Nueva York, para su colección de la línea de ropa L.A.M.B. (2006), en septiembre de 2005. «Wind It Up» fue posteriormente publicado como el primer sencillo de The Sweet Escape.
El DVD incluye además extras adicionales: un documental llamado «Cuenta atrás para la gira», con imágenes del detrás de cámaras con Stefani, una serie de entrevistas con los cinco miembros de la banda y ocho bailarines —incluyendo las Harajuku Girls— llamado «Conozca a la banda y los bailarines», una galería de fotos del concierto y un vídeo de una interpretación alternativa de la canción «The Real Thing», llamado «The Real Thing Camera Remix». El crítico Jody Goulart de ChartAttack calificó al documental del detrás de cámaras como «aburrido», mientras que el autor DJ Pusspuss de San Francisco Bay Times lo describió como «fascinante para cualquier persona interesada en cómo se desarrollan las enormes giras de estadios», y elogió que Stefani «comparta cómo trabaja sus fuerzas».

## Recepción

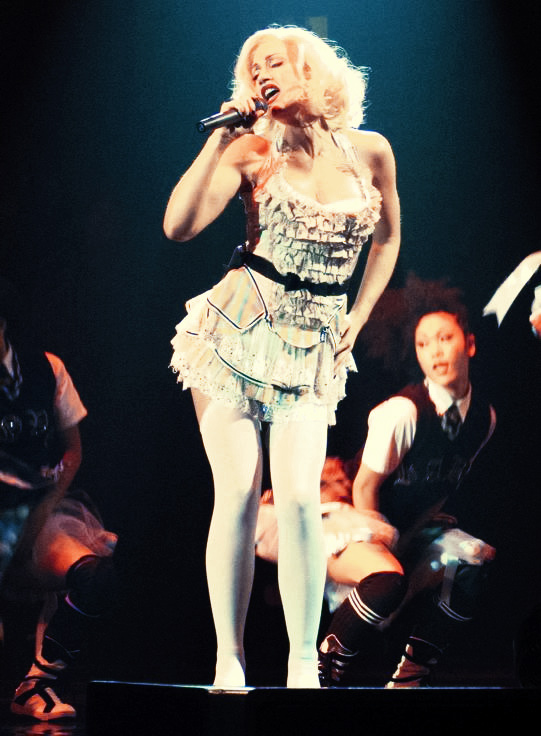
Stefani interpretando «What You Waiting For?» en la gira Harajuku Lovers Tour.

A nivel comercial, el DVD obtuvo certificaciones de disco de platino por la Australian Recording Industry Association (ARIA), tras vender 15 000 copias en el territorio australiano, y la Canadian Recording Industry Association (CRIA), por comercializar 10 000 unidades.
En términos generales, Harajuku Lovers Live obtuvo reseñas variadas de los críticos musicales. Jodi Goulart, de ChartAttack, le otorgó dos estrellas de cinco y criticó el DVD por estar «sin grandes lujos» y ser una copia «esencialmente palabra por palabra, paso por paso» de un concierto que los seguidores vieron un año antes. Goulart comentó que «la experiencia del concierto no se traduce bien» y criticó los largos intervalos para los cambios de vestuario. Por el contrario, Shawn Revelle, en la edición de la revista EXP, le dio cuatro estrellas de cinco y lo describió como «espectacular», y definió la actuación de Stefani como «energética». Además, calificó de forma positiva las actuaciones de «Rich Girl», «Long Way to Go» y «Hollaback Girl», al llamarlos «excelentes» y lo «más destacado» del DVD. Glenn Meads, de Manchester Evening News, lo calificó con tres estrellas de cinco y comparó a Stefani con Madonna. Describió el espectáculo como «impresionante» y «pulido a la perfección», y felicitó a Stefani por «[involucrar] al público en todos los niveles» y «[llevar] una firmeza a la música pop». Por último, destacó las presentaciones de «What You Waiting For?», «Crash», «Hollaback Girl» y «The Real Thing», llamó a las dos primeras «las más fuertes» de todas las canciones y a sus interpretaciones como «infecciosas». Sin embargo, criticó la variedad de estilos musicales de Stefani y los largos intervalos entre las canciones necesarias para los cambios de vestuario. Por otra parte, DJ Pusspuss Benji del San Francisco Bay Times lo describió como «un sueño húmedo de cualquier seguidor de Gwen» y calificó a la intérprete como «un ícono de la moda, una rubia amenaza y una artista visionaria» y a su música como un «baile delicioso» y lleno de «clásicos pop».

## Lista de canciones
| N.º | Título                  | Escritor(es) | Productor(es)                  | Duración |  |
| 1.  | «Harajuku Girls»        | Stefani, Bobby Avila, I J Avila, James Harris, Terry Lewis, J Wright                                              | Jam, Lewis, Mark «Spike» Stent | 5:20     |  |
| 2.  | «What You Waiting For?» | Stefani, Linda Perry                                                                                              | Nellee Hooper                  | 4:44     |  |
| 3.  | «The Real Thing»        | Stefani, Perry, GMR                                                                                               | Hooper, Stent                  | 6:25     |  |
| 4.  | «Crash»                 | Stefani, Tony Kanal                                                                                               | Kanal                          | 9:19     |  |
| 5.  | «Luxurious»             | Stefani, O'Kelly Isley, Rudolph Isley, Vernon Isley, Marvin Isley, Chris Jasper, Kanal                            | Hooper, Kanal                  | 7:16     |  |
| 6.  | «Rich Girl»             | Stefani, Eve, Dr. Dre, Kara DioGuardi, Chantal Kreviazuk, Mark Batson, Jerry Bock, Mike Elizondo, Sheldon Harnick | Dr. Dre                        | 4:17     |  |
| 7.  | «Danger Zone»           | Stefani, D Austin, Perry                                                                                          | Hooper, Austin                 | 4:04     |  |
| 8.  | «Long Way To Go»        | Stefani, A Benjamin                                                                                               | André 3000                     | 5:12     |  |
| 9.  | «Wind It Up»            | Stefani, Richard Rodgers, Oscar Hammerstein II, Pharrel Williams                                                  | The Neptunes, Stent            | 3:35     |  |
| 10. | «Orange County Girl»    | Stefani, Williams                                                                                                 | The Neptunes                   | 5:06     |  |
| 11. | «Cool»                  | Stefani, Austin                                                                                                   | Austin, Hooper                 | 3:25     |  |
| 12. | «Serious»               | Stefani, Kanal | Kanal, Stent                   | 8:25     |  |
| 13. | «Bubble Pop Electric»   | Stefani, Benjamin, Seven                                                                                          | Vulture                        | 4:50     |  |
| 14. | «Hollaback Girl»        | Stefani, P Williams, C Hugo                                                                                       | The Neptunes                   | 5:51     |  |

Contenido extra
1. «Conozca a la banda y los bailarines».
2. «Galería de fotos».
3. «Cuenta atrás al documental de la gira».
4. «The Real Thing Camera Remix».

## Créditos y personal
- Gwen Stefani: voz
- Gail Ann Dorsey, Warren Fitzgerald, Gabrial McNair y Kristopher Pooley: coros
- Zachary Alford: batería
- Gail Ann Dorsey y Warren Fitzgerald: guitarras
- Gabrial McNair y Kristopher Pooley: teclado
- Director: Sophie Muller
- Productor: Oil Factory Productions
- Programación: Kristopher Pooley
- Portada: Nick Knight
- Contratapa: Pete Black

Fuentes: Allmusic.